# Mario Anastasopoulos
Mario Anastasopoulos (* 1967) ist ein ehemaliger deutscher American-Football-Nationalspieler.
Bei der American-Football-Europameisterschaft 1987 in Finnland wurde der Quarterback mit der deutschen Nationalmannschaft nach einer Endspielniederlage gegen Italien Vizeeuropameister. Zwei Jahre später schied Anastasopoulos bei der Europameisterschaft im eigenen Land mit Deutschland in der Endrunde gegen Großbritannien aus und besiegte anschließend Italien im Spiel um Platz 3.

## Sonstiges
Am 17. November 2012 nahm Anastasopoulos an der Spieleshow Schlag den Raab teil und unterlag Stefan Raab im Kampf um den Jackpot in Höhe von drei Millionen Euro nach 13 Spielen.